# Fritz Krause (Politiker)
Fritz Max Krause (* 13. April 1925 in Tzschetzschnow; † 9. August 2012 in Frankfurt (Oder)) war ein deutscher Kommunalpolitiker (SED) und Oberbürgermeister der Stadt Frankfurt (Oder).

## Leben
Fritz Krause war das älteste Kind des Zimmermanns Fritz Krause aus Tzschetzschnow (seit 1937 Güldendorf und heute ein Ortsteil von Frankfurt). Dort besuchte er die Schule und erlernte später den Beruf des Kaufmanns in der Tapetengroßhandlung Albert Link. Während des Zweiten Weltkriegs 1943 zur Marine einberufen, musste er in britischer Kriegsgefangenschaft in Norwegen Minen räumen.
Ende 1945 kehrte er in die zerstörte Heimatstadt zurück. Er arbeitete als Lagerarbeiter und trat 1947 in die Freie Deutsche Jugend (FDJ) und in die SED ein. Krause wurde 1949 im eingemeindeten Güldendorf als Bezirksvorsteher eingesetzt und bereits 1950 Stadtverordneter in Frankfurt (Oder). Im Juni 1951 wurde er 1. Sekretär der FDJ-Kreisleitung Frankfurt (Oder) und fungierte von 1957 bis 1959 als 2. Sekretär der FDJ-Bezirksleitung Frankfurt (Oder). Er war dann einige Zeit in der SED-Bezirksleitung tätig und wurde für drei Jahre zum Studium an die Parteihochschule der KPdSU in Moskau delegiert. Anschließend war er wieder politischer Mitarbeiter der SED-Bezirksleitung und von 1962 bis 1965 Mitarbeiter beim Rat des Bezirkes Frankfurt (Oder). Im Jahr 1965 qualifizierte er sich zum Diplom-Gesellschaftswissenschaftler.
Am 4. November 1965 wurde Krause zum ersten Mal in der Frankfurter Stadtverordnetenversammlung zum Vorsitzenden des Rates der Stadt und Oberbürgermeister der Stadt Frankfurt (Oder) gewählt. Bestätigt wurde er jeweils am 15. April 1970, 29. Mai 1974, 7. Juni 1979, 24. Mai 1984 und 25. Mai 1989. Krause war auch Abgeordneter des Bezirkstages Frankfurt (Oder). Für seine unterstützende Rolle zur Sicherung der Ruine der Marienkirche der Stadt wurde er öffentlich vom Chefredakteur der Märkischen Oderzeitung Frank Mangelsdorf gewürdigt.
Mit 24 Dienstjahren (1965–1990) ist er der bislang am längsten amtierende Bürgermeister Frankfurts.
Krause wurde 1969 mit dem Vaterländischen Verdienstorden in Bronze und 1985 in Gold ausgezeichnet. Er starb im Alter von 87 Jahren.

## Film
- Der volkseigene Bürgermeister Dokumentarfilm (2007) von Barbara Keifenheim über Fritz Krause, den letzten SED-Oberbürgermeister von Frankfurt (Oder)